# Gary Wallis
Gary Wallis (ur. 10 czerwca 1964 w Londynie) – brytyjski perkusista.
Swoją karierę zaczynał w brytyjskim pop/rockowym zespole Mike & the Mechanics. Jednak bardziej znany jest z występów w Pink Floyd. W 1988 roku został zaproszony przez Davida Gilmoura na trasę koncertową promującą album A Momentary Lapse of Reason. W tym samym roku wydano album koncertowy upamiętniający tournée Pink Floyd po Ameryce. W 1994 Wallis jako muzyk sesyjny brał udział w nagraniach albumu The Division Bell. Podobnie jak 6 lat wcześniej wziął udział w trasie koncertowej zespołu. Rok później wydano dwupłytowy album Pulse, który był zapisem koncertów Pink Floyd z Earls Court Exhibition Centre, w Londynie. 31 grudnia 1999 r. w Egipcie (Giza) wziął udział w koncercie Jeana Michela Jarre’a The Twelve Dreams of The Sun, z okazji wejścia w nowe millenium. Podczas koncertu źle się poczuł, gdyż miał grypę, w związku z czym zrezygnowano z jednego utworu.